# Vágs kirkja
Vágs kirkja er en færøsk kirke i Vágur på Suðuroy. Kirken er hjemmehørendet i Færøernes folkekirke og har 500 siddepladser.
Den tidligere kirke bygget 1853 blev 1942 genopført i Hov. Et gammelt sagn beretter, at Vagurs første kirke blev skænket som offergave af en rig, norsk enke, som lod kirken drive over havet og rejstes der, hvor det sammenbundne tømmerflåde med trækirken drev i land. 
Det tog 12 år at bygge den nye Vágs kirkja. Grundstenen blev lagt den 7. august 1927 af provst 
Jákup Dahl, men kirken blev først indviet indviet den 19. februar 1939 af biskop Hans Fuglsang-Damgaard. 
Kirken er tegnet af Hofaard, Tvøroyri og bygget af beton. Den består af et syvsidet kor, malet gråt under de spidsbuede vinduer (vinduer i 2,3,5,6 fag fra syd), hvid til tagkant og med rødt) tag. I hjørnet ved koret er der en retkantet udbygning i hver side. Korgavlen har kamtakker også i gråt. På langsiderne der er grå, er der 10 spidsbuede vinduer på hver side.
Kirketårnet har tre spidsbuede åbninger på hver side lige over tårnuret. De kamtakkede gavle på tårnet har smalle blændinger malet i hvid under hver kamtak. De kamtakkede gavle på tårnet har smalle blændinger malet i hvid under hver kamtak. 
Indvendig er kirken tredelt. Midterskibet har spidsbuet tøndehvælv mens sideskibene har flade lofter. 
Altertavlen er malet af Thomas Wegener "Jesus taler til folket" og er fra 1864. En ældre altertavle fra 1700-tallet (Nadveren), der i en årrække har været på Færøernes Nationalmuseum i Tórshavn, hænger nu på nordvæggen.
De fire glasmalerier  i koret, er malet af Ernst Trier og opsat i 1959. De viser Jesu liv. 
Johannes Petersen fra Mikladalur har hugget den ottekantede døbefont af basalt med gyldne udhugninger. 
Prædikestolen er i eg. Langs væggene ses kopier af Thorvaldsen apostle.
Der er to kirkeklokker. Den ene fra 1939 bærer indskriften "jeg kalder i sorg, jeg kalder i glæde, paa dem i fald, og på dem i sæde, til tro på Gud, som alt mon raade, til frelse ved, Jesu Kristi naade". Den anden er støbt i København af B Løw & søn i 1948 og har indskriften "ring Guds fred i menneskesind, ring Guds fred i bygden ind". 
Kirken har to kirkeskibe. Det er to modeller af slupper, "City of Norwih" og "Albert Victor". 
Kirkens orgel  er et K. Olsen orgel fra 1872 med 4 stemmer og et Marcussen & Søn orgel fra 1983 med 19 stemmer.